# 基里爾·加布里奇

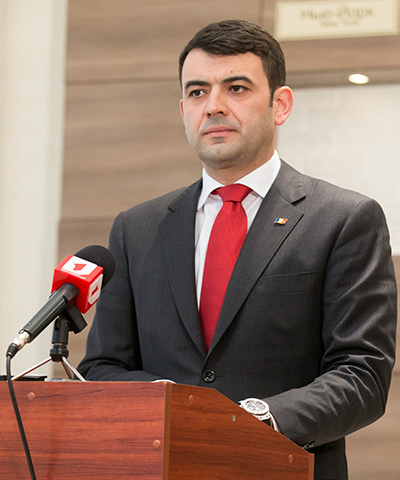

基里爾·加布里奇（羅馬尼亞語：Chiril Gaburici，發音：[kiˈril ɡaˈburit͡ʃʲ]；1976年11月23日—）是一位摩爾多瓦商人和政治家。他曾經在2015年擔任摩爾多瓦總理職務，之後在2018年至2019年擔任帕維爾·菲利普政府的經濟及基建部長。